# Novomyrhorod (huyện)
Huyện Novomyrhorod (tiếng Ukraina: Новомиргородський район, chuyển tự: Novomyrhorods’kyi raion) là một huyện của tỉnh Kirovohrad thuộc Ukraina. Huyện Novomyrhorod có diện tích 1032 kilômét vuông, dân số theo điều tra dân số ngày 5 tháng 12 năm 2001 là 35807 người với mật độ 35 người/km2. Trung tâm huyện nằm ở Novomyrhorod.